# Тригер (бази даних)
Три́гер (англ. trigger) — це збережена процедура особливого типу, яку користувач не викликає явно, а використання якої обумовлено настанням визначеної події (дії) у реляційній базі даних:
- додаванням INSERT,
- вилученням рядка в заданій таблиці DELETE,
- або зміною  даних у певному стовпці заданої таблиці UPDATE.

Тригери застосовуються для забезпечення цілісності даних і реалізації складної бізнес-логіки. Тригер запускається сервером автоматично при спробі зміни даних у таблиці, з якою він пов'язаний.  Всі здійснені ним модифікації даних розглядаються як виконані в транзакції, в якій виконано дію, що викликало спрацьовування тригера.  Відповідно, у разі виявлення помилки або порушення цілісності даних може відбутися відкат цієї транзакції. 
Момент запуску тригера визначається за допомогою ключових слів BEFORE (тригер запускається до виконання пов'язаного з ним події; наприклад, до додавання запису) або AFTER (після події).  У випадку, якщо тригер викликається до події, він може внести зміни у модифікований подією запис (звичайно, за умови, що подія — не вилучення запису).  Деякі СУБД накладають обмеження на оператори, які можуть бути використані в тригері (наприклад, може бути заборонено вносити зміни в таблицю, на якій «висить» тригер тощо).
Крім того, тригери можуть бути прив'язані не до таблиці, а до розрізу (VIEW).  В цьому випадку за їхньої допомоги реалізується механізм «оновлюваного виду».  В цьому випадку ключові слова BEFORE і AFTER впливають лише на послідовність виклику тригерів, бо власне подія (вилучення, вставка або оновлення) не відбувається. 
В деяких серверах тригери можуть викликатися не для кожної модифікації запису, а один раз на зміну таблиці.  Такі тригери називаються табличними.
Приклад (Oracle): 
```
  
/
 
*
 
Тригер
 
на
 
рівні
 
таблиці
 
*
 
/

  
CREATE
 
OR
 
REPLACE
 
TRIGGER
 
DistrictUpdatedTrigger

  
AFTER
 
UPDATE
 
ON
 
district

  
BEGIN
 

   
INSERT
 
INTO
 
info
 
VALUES
 
(
'table "district" has changed'
);

  
END
;

```

А у цьому випадку для відмінності табличних тригерів від записових вводяться додаткові ключові слова при описі рядкових тригерів.  В Oracle це словосполучення FOR EACH ROW. Приклад: 
```
  
/
 
*
 
Тригер
 
на
 
рівні
 
рядка
 
*
 
/

  
CREATE
 
OR
 
REPLACE
 
TRIGGER
 
DistrictUpdatedTrigger

  
AFTER
 
UPDATE
 
ON
 
district
 
FOR
 
EACH
 
ROW

  
BEGIN
 

   
INSERT
 
INTO
 
info
 
VALUES
 
(
'one string in table "district" has changed'
);

  
END
;

```